# جکسون مارتینز
جکسون آرلی مارتینز والنسیا (اسپانیایی: Jackson Arley Martínez Valencia‎؛ زاده ۳ اکتبر ۱۹۸۶) بازیکن فوتبال اهل کلمبیا است.
او در پورتو ۳ بار آقای گل فوتبال پرتغال شد.
از باشگاه‌هایی که در آن بازی کرده‌است می‌توان به  اشاره کرد. در سال ۲۰۲۱ از دنیای فوتبال خداحافظی کرد.

## تیم ملی
وی همچنین در تیم ملی فوتبال کلمبیا بازی کرده‌است.